# Коза (жест)

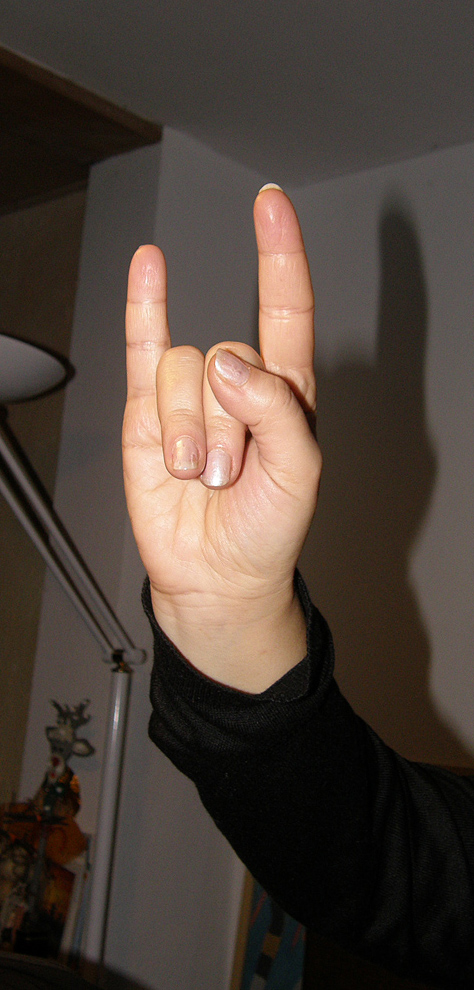
Классическая «коза»

«Коза́», также известная под названиями «рожки», «рога», «распальцовка», «подкова» — жест в виде мизинца и указательного пальца, выставленных вперёд, в то время как средний и безымянный прижаты к ладони. Жест по форме напоминает голову козы.

## Значения
Значения жеста разнообразны:

### Античное ораторское искусство
Жест «коза» — классический жест античных греческих и римских ораторов. Он описан в наиболее полном античном учебнике ораторского искусства «Воспитание оратора» (лат. «Institutio oratoria») Фабия Марка Квинтилиана. Среди девяти ораторских жестов, описанных Квинтилианом, это второй жест, используемый риторами. Два пальца: средний и безымянный подгибались под большой палец, а указательный и мизинец протягивались; об этом перстосложении Квинтилиан говорит, что оно есть жест более настоятельный, чем предшествующий, в начале речей и при повествованиях не идущий.

### Мистические
Жест указательным пальцем и мизинцем считается магическим знаком, защищающим от зла. Использовался суеверными людьми как в Европе, так и в Азии, для защиты от сглаза и ведьм, как аналог плевка через плечо. В таком качестве «коза» упоминается в романе Брэма Стокера «Дракула»:
...в толпе у дверей гостиницы все перекрестились и наставили на меня два растопыренных пальца. 
 Не без труда я добился от одного из своих спутников объяснения, что все это значит; ...  
он сказал, что жест служит как бы амулетом и защитой от дурного глаза.
Александр Грин тоже упоминает этот способ защиты в рассказе «Словоохотливый домовой», называя его «джеттатура». (Вопреки Грину, джеттатурой (ит., фр. и нем. jettatura, от устар. ит. getta tura — «бросить взгляд») назывался не жест, а собственно сам «дурной глаз»).
Сделав,   на   всякий   случай,   из   пальцев  рога  улитки,  то  есть «джеттатуру», я ответил: 
- Не  бойся.  Не получишь ты от меня ни выстрела серебряной монетой, ни сложного заклинания.
Также изготовлялись амулеты в виде руки, сложенной «козой», которые носились на шее для защиты от сглаза. По-итальянски они называются corno (рога) или mano cornuto. С приписываемыми защитными свойствами жеста связано также одно из его названий «рога Асмодея».
Индуисты используют в своих ритуалах «мудры» — жесты, считающиеся магическими. Некоторые из них похожи на «козу», особенно карана-мудра. Назначение этой мудры такое же, как у европейского жеста: отпугивать злых духов.

### Субкультурные

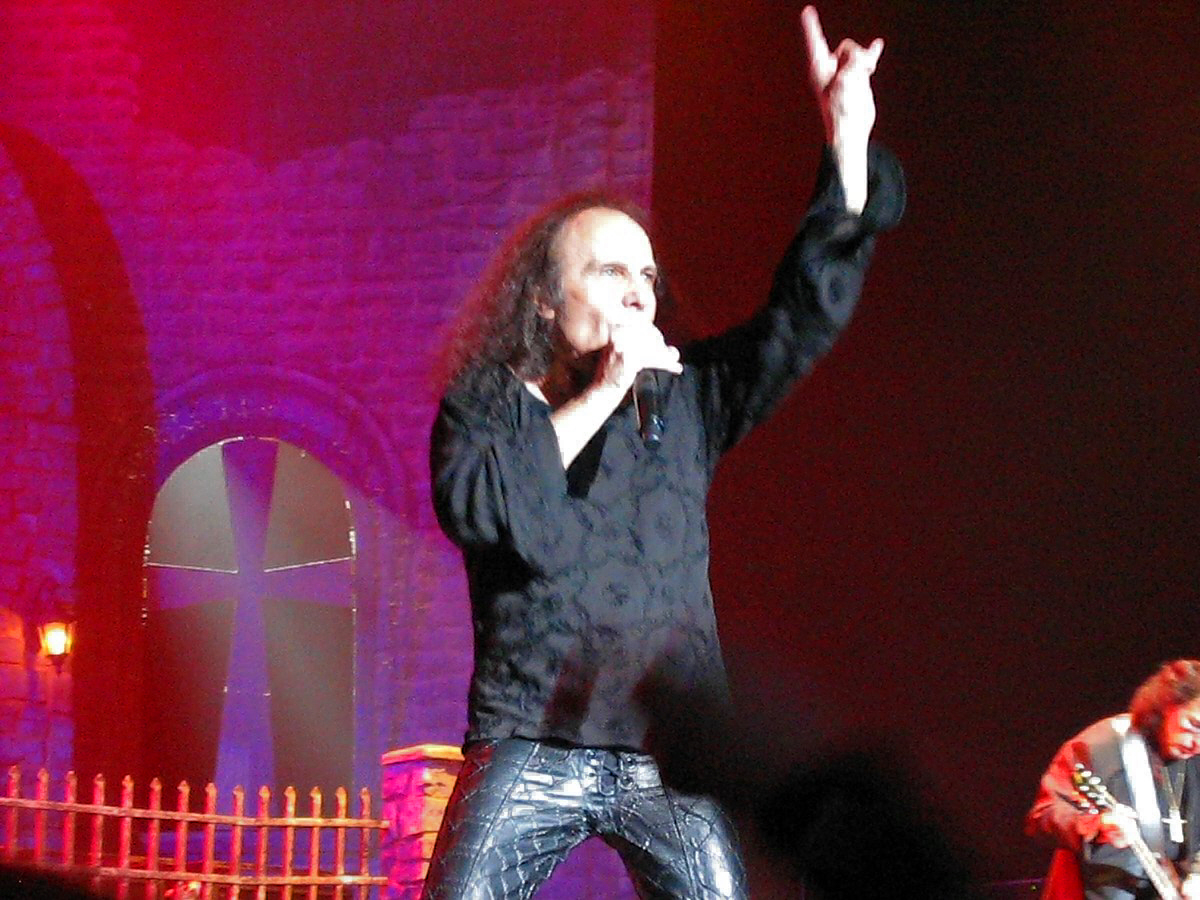
Ронни Джеймс Дио ввёл рокерскую «козу» в моду

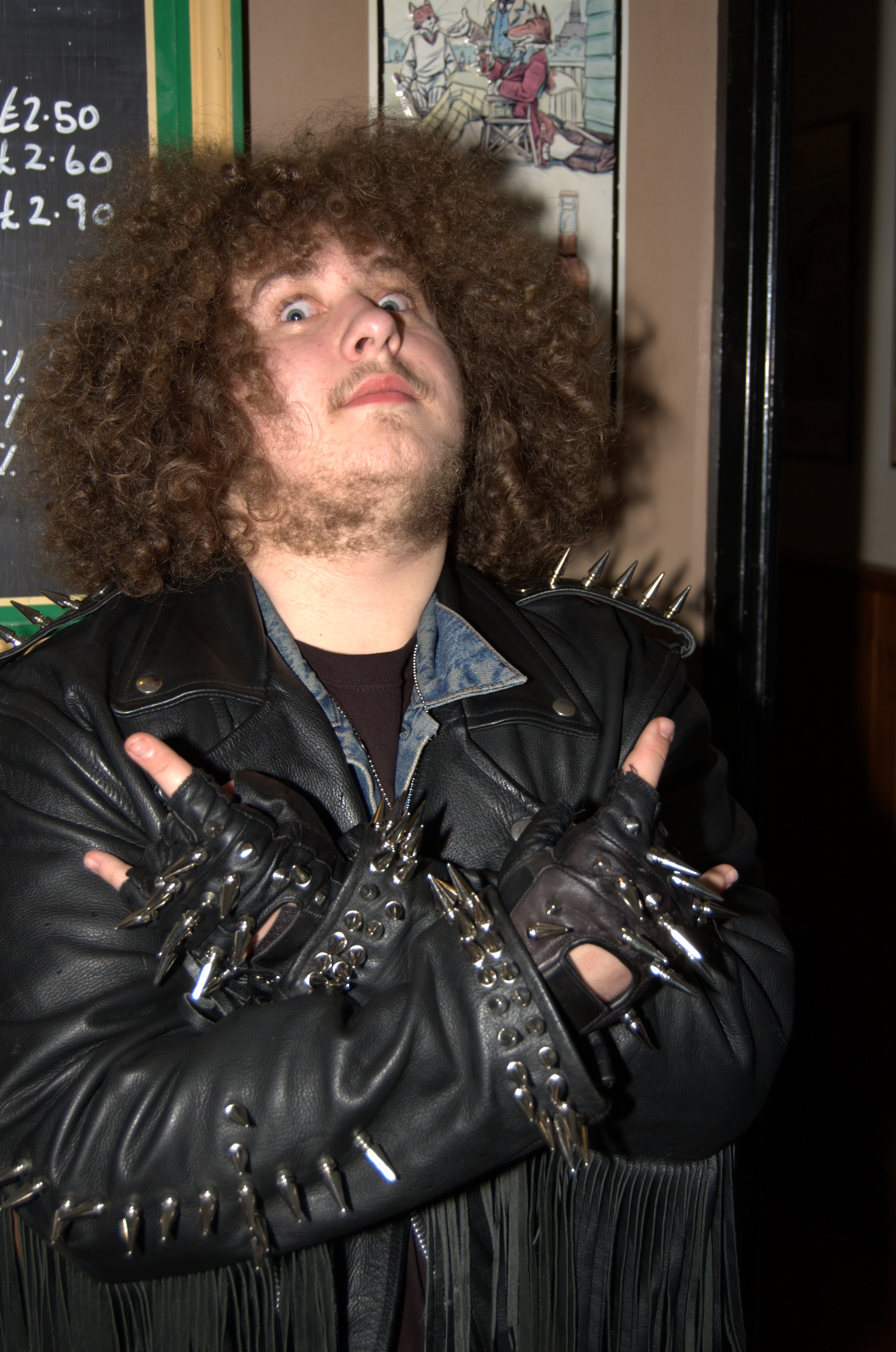
Металлист, показывающий «козу»

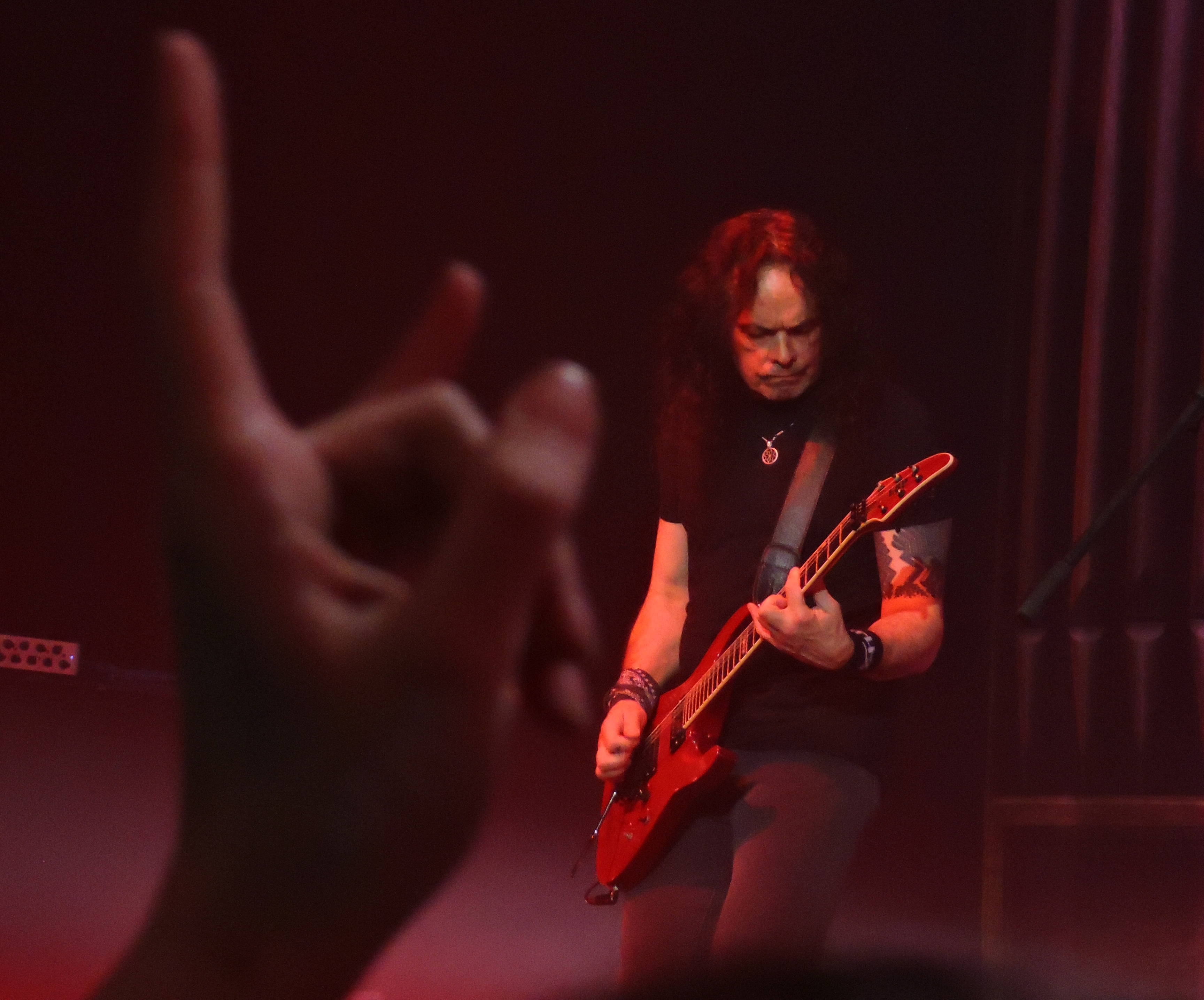
На рок-концертах зрители традиционно показывают «козу». На сцене — гитарист группы «Ария» Сергей Попов

«Рокерская коза», популяризованная певцом Ронни Джеймсом Дио (Elf, Rainbow, Black Sabbath, Dio, Heaven & Hell), часто используется представителями самых разных музыкальных субкультур как знак одобрения исполнителю. В особенности известна среди рокеров и металлистов. Дио научила этому жесту его бабушка, суеверная итальянка. По воспоминаниям Ронни, она складывала этот знак, если встречала цыган и прочих подозрительных людей, а внуку объясняла, что это защищает от «malocchio» (мальоккьо), «дурного глаза». Жест хорошо смотрелся на концертах в сочетании с мистическими текстами Black Sabbath. Помимо Дио, примерно в то же время этот жест на своих обложках использовали Джин Симмонс из Kiss и участники группы Parliament-Funkadelic, однако именно Дио, показывавшему «козу» на концертах, удалось закрепить традицию и сделать её одним из символов хэви-метала.
Вряд ли я первый человек, который сложил так пальцы. Это всё равно, что изобрести колесо. Но, наверное, можно сказать, что я ввёл его в моду. Это был символ, который отражал всё, что связано с нашей группой. В нём нет ничего «дьявольского», как некоторые говорят. Моя бабушка-итальянка говорила, что это отпугивает «злой глаз». Всего лишь символ, но у него магическое значение, и, мне кажется, это отлично сочеталось с Black Sabbath. Теперь его используют все подряд, и он как будто потерял своё первоначальное значение.
В то же время "козу" использует рисованный персонаж Джона Леннона в мультфильме "Желтая подводная лодка", вышедшем еще в 1968 году.
В классическом, средневековом варианте «козы» для защиты от зла средний, безымянный и большой палец сжимались вместе. Дио показывал «козу» именно таким образом (см. фото). Современные металлисты часто делают жест «неправильно»: большой палец не прижимается к другим, а остаётся выставлен в сторону. Кроме того, современные металлисты часто делают этот жест ладонью к себе (тыльной стороной ладони к зрителю).

### Оскорбительные
«Распальцовка» использовалась новыми русскими как знак собственного превосходства. Главное её отличие от рокерской «козы» в том, что указательный палец и мизинец «смотрят» вперёд, тогда как в «рокерском» варианте пальцы направлены вверх. «Коза» новых русских появилась из среды хулиганов и уголовников, где используется как угроза выколоть глаза.
В ряде южноевропейских стран этот знак (corna) считается оскорбительным намёком на то, что тот, кому он показан — «рогоносец».

### Прочие
|  |  |

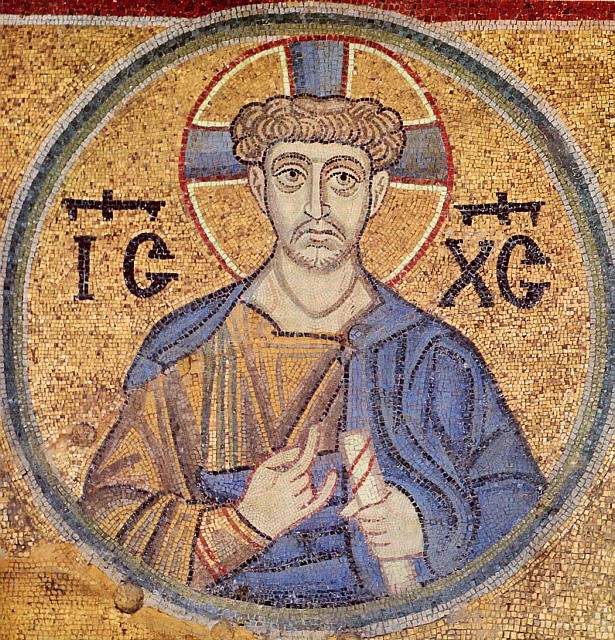
Мозаика «Христос-иерей», Собор Св. Софии, Киев

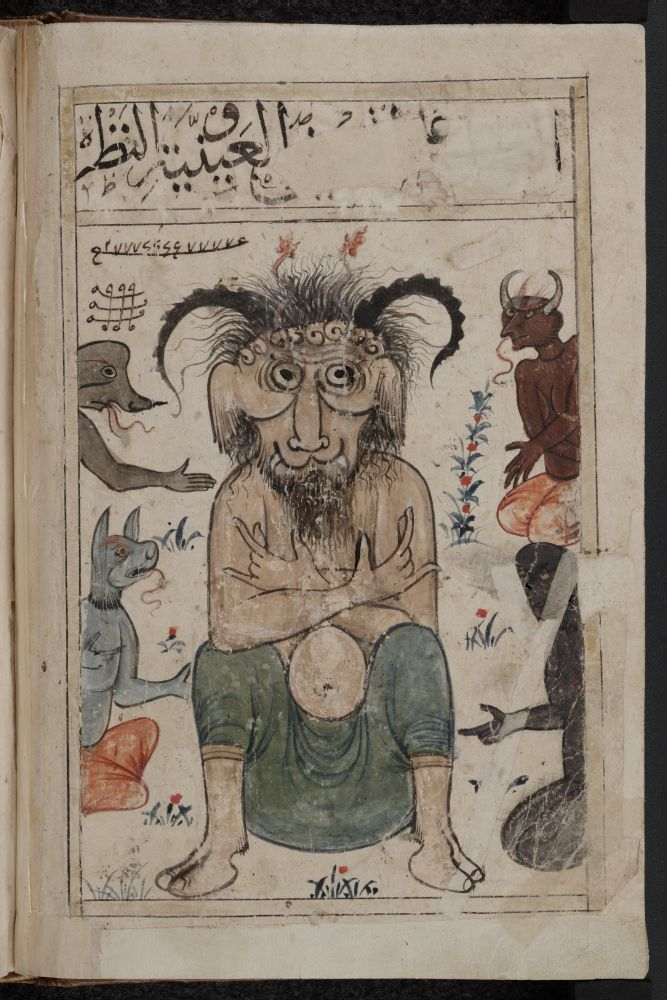
Иблис демонстрирует жест «коза». «Китаб аль-булхан», арабский манускрипт XIV века

В христианской культуре, в частности в иконографии, жест используется для передачи прямой речи, несущей благую весть. Данный жест в христианстве берёт своё начало из эллинистической античной культуры, где он использовался в ораторских выступлениях для сопровождения речей греческих и римских ораторов.
В американском жестовом языке заменяет латинскую букву «Y». Используется в словосочетании I Love You (Я люблю тебя), которое передаётся как ILY, из-за чего «коза» у некоторых ассоциируется с признанием в любви. Такая «коза» отличается отставленным в сторону большим пальцем. В русском жестовом языке используется для обозначения буквы «Ы», во французском жестовом языке он обозначает букву H.
В спорте жест иногда используется бейсболистами и волейболистами для подачи сигналов. Спортсмены из команды техасского Остинского университета, чей талисман — бык, сделали «рожки» своим традиционным приветствием. Жест сопровождается девизом «Hook’em horns» (с англ. — «Подцепи их на рога»).
В русской потешке «Коза рогатая» жест изображает, собственно, козу.